# Autobusna linija br. 215 u Zagrebu
Linija 215 (Kvaternikov trg – Trnava) dnevna je autobusna linija u Zagrebu.
Prometuje svaki dan na trasi: Kvaternikov trg – Heinzelova ulica – Planinska ulica – Borongajska cesta – Vukomerec – Vukomerečka cesta – Resnički put – Trnava
Povezuje Volovčicu, Znanstveno-učilišni kampus Borongaj, Vukomerec i Trnavu s Kvaternikovim trgom gdje se ostvaruje presjedanje na tramvaj.

## Vanjske poveznice
- Vozni red linije 215

1. ↑  Datoteke u GTFS formatu. zet.hr. Pristupljeno 5. lipnja 2025. - Sadrži informacije tijela javne vlasti u skladu s Otvorenom dozvolom